# Caroline Henderson
Caroline Henderson (Stockholm, 1962. február 28. –) svéd (Dániában élő) pop- és dzsesszénekesnő, színésznő. Svédországban született afroamerikai apától és svéd anyától. 1983-ban Dániába költözött, és élete nagy részét ott töltötte.

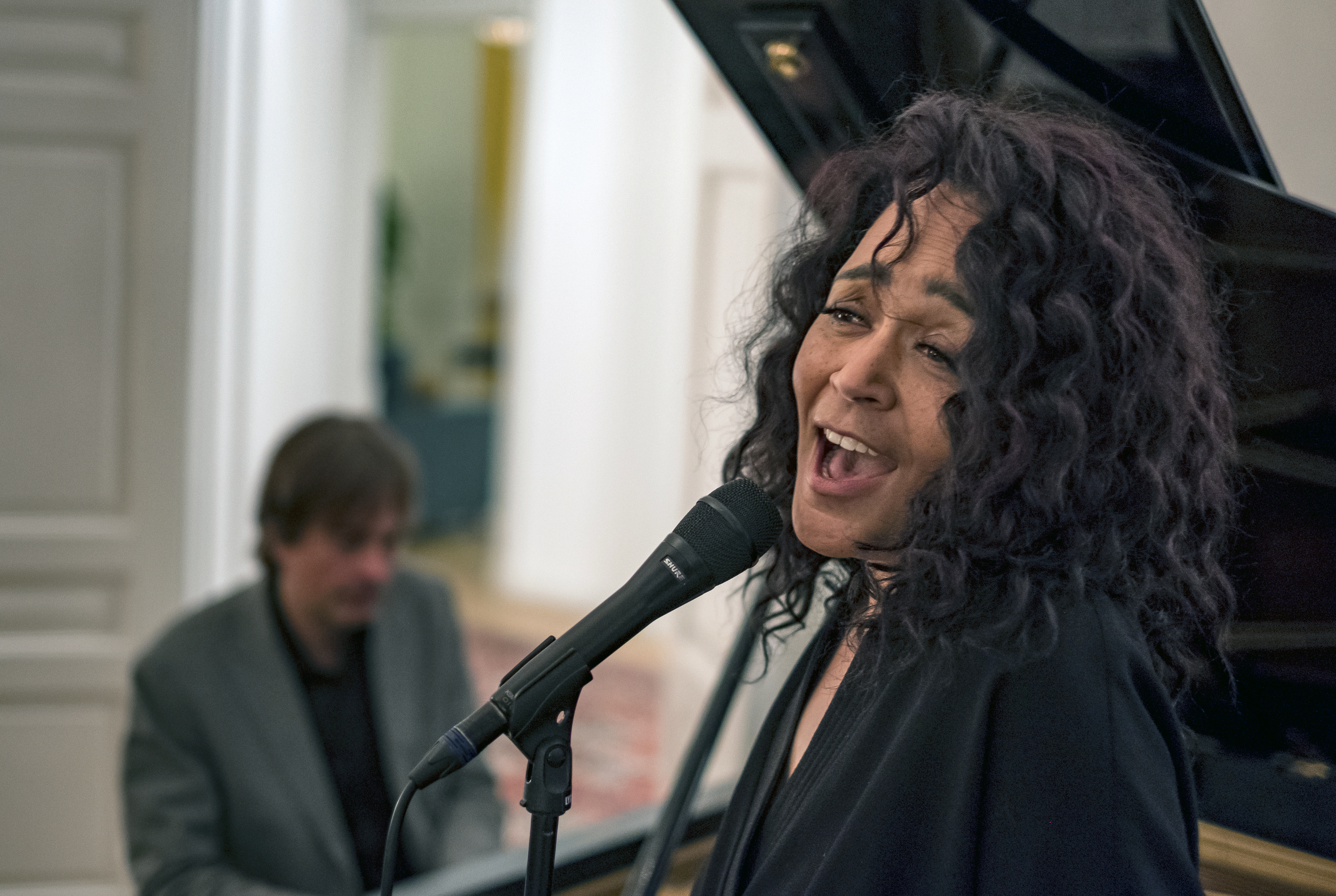

## Pályafutása
Caroline Henderson, a dán-svéd pop- és dzsesszénekesnő 1983-ban Svédországból költözött a dán fővárosba, Koppenhágába, ahol fiatal korát különböző dzsesszzenekarokban énekelve töltötte. 1989-ben érte el a siker a Ray Dee Ohh popegyüttes tagjaként. A zenekar feloszlása után Henderson szólókarrierbe kezdett, és többszörös díjnyertes lett a Cinemataztic albummal 1995-ben, melyen a „Kiss Me Kiss Me” és a „Made in Europe” slágerei is szerepelnek.
A folytatásban a Metamorphing (1998), a Dolores J − The Butterfly (2000) diszkóborítóalbum és a kísérletezőbb Naos albuma (2002) nem voltak ugyanolyan kereskedelmi sikerűek. Egy új fordulat nyomán Henderson teljes értékű dzsesszénekessé fejlődött a Don't Explain (2003), a Made in Europe (2004), a Love Or Nothin’ (2006) és a No. 8 (2008) című albumaival.
Henderson színésznőként is szerepel színdarabokban és filmeken is.

## Albumok
- 2012: Lonely House
- 2011: Jazz, Love & Henderson
- 2009: Keeper Of The Flame
- 2008: No 8
- 2006: Love or Nothin'
- 2004: Made in Europe
- 2003: Don't Explain
- 2002: NAOS
- 2000: Dolores J: The Butterfly
- 1998: Metamorphing
- 1995: Cinemataztic
- 2012: Lonely House

## Filmek
- 2006: Der var engang en dreng – som fik en lillesøster med vinger as Snow White
- 2007: Tuya siempre
- 2008: Max Pinlig
- 2012: Julestjerner (tévésorozat, 24 epizód)
- 2022: Vikings: Valhalla

## Díjak
- 2010: Order of the Dannebrog